# Лиа
Лиа (вьет. Lìa) — община в уезде Хыонгхоа провинции Куангчи во Вьетнаме.

## География
Община расположена на юге уезда Хыонгхоа, и граничит:
- на востоке с общиной Азой,
- на западе с общиной Тхань,
- на юге с общиной Си,
- на севере с общиной Хыонглок.

Имеет площадь 28,36 км², население в 2018 году составляло 5010 человек, плотность населения — 177 человек/км².

## Административное устройство
Община Лиа включает в себя 10 деревень: Амай, Амор, Акуан, Аронг, Асау, Асоклиа, Асойханг, Киной, Китанг, Тангкоханг.

## История
Нынешняя территория общины Лиа ранее принадлежала трём общинам уезда Хыонгхоа: Атук, Асинг и Киной.
18 мая 1981 г. Правительственный совет принял Постановление 187-СР, по которому вся территория и население общины Киной стало частью общины Атук.
До слияния община Атук имела площадь 12,34 кв. км², население 2456 человек, плотность населения 199 чел/км², включала 5 деревень: Асау, Асоклиа, Асойханг, Киной, Тангкоханг. Община Асинг имела площадь 16,02 кв. км², население 2554 человека, плотность населения 159 чел/км², включала 5 деревень: Амай, Амор, Акуан, Аронг, Китанг.
17 декабря 2019 года Постоянная комиссия Национального собрания приняла Постановление 832/NQ-UBTVQH14 об устройстве административных единиц общинного уровня в провинции Куангчи (постановление вступило в силу 1 января 2020 года). Постановлением вся площадь и население двух общин — Атук и Асинг — объединялись в новую общину Лиа.

## Примечание
1. ↑  Tổng cục Thống kê. Дата обращения: 17 июня 2023. Архивировано 10 января 2021 года.
2. 1 2  Nghị quyết số 832/NQ-UBTVQH14 năm 2019 về việc sắp xếp các đơn vị hành chính cấp xã thuộc tỉnh Quảng Trị. Архивировано 4 апреля 2023 года.
3. 1 2  Quyết định 2590/QĐ-UBND năm 2019 về sắp xếp, sáp nhập thôn, khu phố thuộc các xã, thị trấn trên địa bàn huyện Hướng Hóa, tỉnh Quảng Trị. Архивировано 17 июня 2023 года.
4. ↑  Quyết định 187-CP năm 1981 điều chỉnh địa giới một số xã và thị trấn thuộc tỉnh Bình Trị Thiên. Архивировано 17 июня 2023 года.